# Witold Baran
Witold Baran   (Chmielów, 29 de juliol de 1939 - Bydgoszcz, 22 de juny de 2020) fou un atleta polonès, especialista en curses de mig fons, que va competir durant la Dècada de 1960.
En el seu palmarès destaca una medalla de plata en els 1.500 metres del Campionat d'Europa d'atletisme de 1958, així com set campionats nacionals, un dels 800 metres (1961), cinc dels 1.500 metres (1962-1964 i 1966-67) i en els 5.000 metres (1968). Durant la seva carrera va establir rècords sis nacionals en els 1.500, 2.000 i 5.000 metres.
El 1964 va prendre part en els Jocs Olímpics d'Estiu de Tòquio, on fou sisè en la cursa dels 1.500 metres del programa d'atletisme.
Un cop retirat va exercir d'entrenador d'atletisme i fou directiu de la Federació Polonesa d'Atletisme.

## Millors marques
- 800 metres. 1' 48.1" (1966)
- 1.500 metres. 3' 38.9" (1964)
- 2.000 metres. 5' 03.6" (1963)
- 3.000 metres. 7' 55.4" (1963)
- 5.000 metres. 13' 41.6" (1969)[5][3]